# Walk a Mile in My Shoes
«Walk a Mile in My Shoes» es una canción compuesta e interpretada por el músico estadounidense Joe South, que fue un éxito en 1970. South además produjo e hizo los arreglos de este tema y su lado B «Shelter». Cuando se publicó como sencillo, la canción apareció con el nombre «Joe South and the Believers» como sus intérpretes; los Believers cuentan con su hermano Tommy South y su cuñada Barbara South. 
La canción logró la posición número 12 en el Billboard Hot 100 y en la lista Cashbox. En las otras listas de Billboard la canción también recibió muy buena acogida, alcanzó el puesto número 56 en la Country y se colocó en la tercera posición de la Adult Contemporary, llegando a la décima posición de la RPM Top Singles de Canadá. Fue el segundo y último tema de South en alcanzar el top 20 de la lista de Billboard. En Australia la canción recibió un moderado éxito, logrando también entrar al top 20 de la Kent Music Report.
Las letras del tema tratan sobre la tolerancia racial y la necesidad de tener una perspectiva y compasión.

## Lista de canciones
Sencillo de siete pulgadas (Capitol 2704) 
1. «Walk a Mile in My Shoes» – 3:42
2. «Shelter» – 3:15

## Historial de lanzamientos
| Fecha de publicación    | País           | Ref.  |
| 13 de diciembre de 1969 | Estados Unidos | [ 1 ] |
| 23 de enero de 1970     | Reino Unido    | [ 2 ] |

## Listas
| Lista (1970)                      | Mejor posición |
| --------------------------------- | -------------- |
| Australia (Kent Music Report)     | 20             |
| Canadá RPM Top Singles            | 10             |
| Canadá RPM Adult Contemporary     | 2              |
| Canadá RPM Country                | 6              |
| U.S. Billboard Hot 100            | 12             |
| U.S. Billboard Adult Contemporary | 3              |
| U.S. Billboard Country            | 56             |
| U.S. Cash Box Top 100             | 12             |

| Lista (1970)                      | Posición |
| --------------------------------- | -------- |
| Australia                         | 154      |
| U.S. (Joel Whitburn's Pop Annual) | 105      |
| U.S. Cash Box                     | 95       |

## Versiones notables
- Elvis Presley en su álbum en vivo de 1970 On Stage.
- Harry Belafonte y Lena Horne cuando presentaron un programa de entretenimiento de una hora de duración.
- Cliff Waldron en su álbum de 1970 de estilo bluegrass Right On.
- Billy Eckstine en su álbum de 1971 Feel the Warm
- Marian Montgomery en su álbum de 1972 "Marian in the Morning"
- Jerry Lee Lewis en su álbum de 1972 The Killer Rocks On
- Bryan Ferry en su álbum de 1974 Another Time, Another Place.
- Otis Clay en su álbum de 2007 "Walk a Mile in my Shoes".
- Coldcut en su álbum de 2006 Sound Mirrors, con participación vocal de Robert Owens.
- De Dijk en su álbum de 2002 Muzikanten dansen niet (versión holandesa de la canción).
- Greg Page en su concierto en Nashville en 2004.
- Kentucky Headhunters en su álbum de 2011 Midnight Special.
- Coldcut junto a *Robert Owens en su álbum de 2006 "Sound Mirrors".